# Мудра дівчина
«Мудра дівчина» — українська народна казка про дівчину Марусю, яка завдяки своїй розумності, кмітливості та хитрості допомагає батькові, унаслідок чого здобуває справедливість і відновлює свої права. Входить у перелік літературних творів, що вивчають у школах України.

## Сюжет
У казці йдеться про двох братів: одного багатого, іншого бідного. Багатий брат, допомагаючи бідному, надає йому дійну корову з умовою часткової відплати. Проте з часом багатий брат вимагає повернення корови, незважаючи на те, що бідний брат вже частково відпрацював цю допомогу. Спір між братами вирішує пан, який ставить загадку: «Що є в світі ситніше, прудкіше, миліше над усе?»
Багатий брат, сприймаючи загадку поверхово, пропонує матеріальні речі як відповіді, які не виявляються правильними. Бідний брат, маючи розумну дочку, Марусю, дізнається, що правильними відповідями є: земля-мати (ситніше), думка (прудкіше), і сон (миліше).
Пан, дізнавшись, що загадки розгадала дівчина, ставить перед нею нові, складніші завдання. Марія, використовуючи свою винахідливість і хитрість, успішно вирішує всі поставлені завдання, демонструючи свою мудрість і розуміння.

## Персонажі
- Бідний брат: Головний персонаж казки, батько Марусі, який отримує від багатого брата корову в борг. Потрапляє в конфлікт з багатим братом і паном через вимогу повернення корови та складні завдання, що ставляться йому.
- Багатий брат: Суперник бідного брата, який спочатку надає допомогу, але потім вимагає повернення корови й створює проблеми через своє небажання визнати заслуги бідного брата.
- Пан: Особа, що ставить загадки й завдання, щоб вирішити спір між братами. Його завдання є складними, і він намагається перевірити розумові здібності бідного брата і дочки.
- Маруся: Головна героїня казки, яка вирішує всі складні завдання пана завдяки своєму розуму, кмітливості та хитрості, рятуючи батька і відновлюючи справедливість.

## Тема
Казка розкриває важливість розуму і хитрості у боротьбі за справедливість. Головна героїня, дочка бідного брата, використовує свою розумність, щоб вирішити складні завдання пана і відновити справедливість. Тема казки підкреслює, що розум може подолати соціальну нерівність і матеріальні перешкоди, демонструючи, що справжня цінність полягає у мудрості, а не в матеріальних благодатях.